# Malcolm Lange
Malcolm Lange (* 22. November 1973 in Johannesburg) ist ein ehemaliger südafrikanischer Radrennfahrer.
Malcolm Lange begann seine Karriere 1996 bei dem belgischen Radsportteam Vosschemie-Zetelhallen. 1997 wurde er zum ersten Mal südafrikanischer Zeitfahrmeister. Im nächsten Jahr wiederholte er diesen Sieg, nachdem er zwei Etappen beim Giro del Capo gewann. 1999 wurde er dann nationaler Meister im Straßenrennen. In der Saison 2000 gewann er jeweils zwei Etappen beim Giro del Capo und bei der Tour of South China Sea, wo er Gesamtdritter wurde. 2004 war Lange auf drei Teilstücken der Tunesien-Rundfahrt und 2006 auf einer Etappe des Giro del Capo erfolgreich. Im Jahr 2007 wurde er zum zweiten Mal südafrikanischer Straßenmeister und er entschied zwei Etappen bei der Tour du Maroc für sich. Sein letztes Rennen bestritt Lange im März 2011.

## Erfolge
1995
- Südafrikanischer Meister – Straßenrennen

1997
- Südafrikanischer Meister – Einzelzeitfahren

1998
- zwei Etappen Giro del Capo
- Südafrikanischer Meister – Einzelzeitfahren

1999
- Südafrikanischer Meister – Straßenrennen

2000
- zwei Etappen Giro del Capo
- zwei Etappen Tour of South China Sea

2004
- drei Etappen Tunesien-Rundfahrt

2006
- eine Etappe Giro del Capo

2007
- Südafrikanischer Meister – Straßenrennen
- drei Etappen Tour du Maroc

2008
- drei Etappen Tour du Maroc
- Pick n Pay Amashovashova National Classic

2010
- Emirates Cup
- eine Etappe Jelajah Malaysia

## Teams
- 1996 Vosschemie-Zetelhallen

- 1998 AIG

- 2001 Team HSBC
- 2002 Team HSBC

- 2007 MTN-Microsoft
- 2008 Team MTN

- 2010 Team Medscheme
- 2011 Team Bonitas (bis 31.07.)